# جامعة كلارك الدولية
جامعة كلارك الدولية (CIU) (جامعة العلوم الصحية الدولية سابقًا)، هي جامعة خاصة غير سكنية في أوغندا.

## الموقع
ويوجد حرم الجامعة الرئيسية (CIU) في طريق 4686 في سانت بارناباس، ونامويونغو، وهو جزء من جنوب شرق كمبالا، عاصمة أوغندا وأكبر مدينة. يتضمن حرم جامعة IHSU الطابق العلوي من المبنى الذي يضم مستشفى كمبالا الدولي. تبلغ المسافة من منطقة الأعمال المركزية في المدينة إلى نامويونغو 6 كيلومترات (3.7 ميل) تقريبًا. إحداثيات حرم الجامعة هي: 0 ° 18'19.0 "N، 32 ° 36'38.0" E (خط العرض: 0.305278؛ خط الطول: 32.610556). يقع الحرم الجامعي الثاني في حي لوبوا الراقي، على 11 بعدًا (6.8 ميل)، عن طريق البر، جنوب منطقة كمبالا التجارية المركزية، على طول طريق كمبالا-إنتيبي.

## نظرة عامة
جامعة كلارك الدولية هي أحد أعضاء في مجموعة شركات كلارك (مجموعة كلارك)، وهي تكتل من الشركات في مجال الأعمال التجارية الزراعية والرعاية الصحية والتعليم والضيافة والترفيه والأعمال الخيرية. الشركات في المجموعة هي بموجب القانون مملوكة من قبل الطبيب والسياسي ورجل الأعمال والمحسن الدكتور إيان 
وقد أدمجت الجامعة معهد أوغندا لإدارة الصحة، وكلية التمريض في المستشفى الدولي، بوصفهما الكليتين المؤسستين للجامعة. وفي ديسمبر/كانون الأول 2010، احتفلت الجامعة بتخريج أول دفعة، في حرم الجامعة في نامويونغو، وهي إحدى ضواحي كمبالا. وفي مارس/آذار 2014، نظمت الجامعة حفل تخريج رابع، حيث تخرج 229 طالبا، منهم 111 (48%) من الذكور و118 (52%) من الإناث 

## التاريخ
وقد تم تأسيس الجامعة باسم IHCUواستقبل الدفعة الأولى من الطلاب في أغسطس/آب 2008  مستشار الجامعة هو الأسقف زاك نيرنغي. نائب المستشار الدكتور نانيونجا روز كلارك. ورئيس مجلس الجامعة هو الدكتور موسي غالوكاندي. وكان الدكتور إيان كلارك، مؤسس الجامعة، عضواً في مجلس الجامعة حتى تخلى عن هذه المسؤولية في عام 2010. وقد تم إدراج الأعضاء الحاليين بالمجلس في صفحة الجامعة على الإنترنت 

## المدارس والمعاهد
اعتبارًا من مارس 2018، كان لدى IHSU معهد واحد وثلاث مدارس وظيفية: 
معهد السياسة والإدارة الصحية
مدرسة التمريض
مدرسة العلوم الصحية المساعدة
كلية إدارة الأعمال والتكنولوجيا التطبيقية.

## الدورات
يمكن متابعة الدورات (أ) بدوام كامل (ب) بدوام جزئي (ج) في الحرم الجامعي أو (د) عن طريق التعلم الإلكتروني عن بُعد. تقدم الدورات الأكاديمية التالية في الجامعة: 

### دورات الدراسات العليا
ماجستير إدارة الخدمات الصحية ماجستير الصحة العامة ماجستير في الصحة العامة

### دورات درجة البكالوريوس
إدارة الصحة BBA بكالوريوس الصحة العامة بكالوريوس في علوم التمريض (BNSc) البكالوريوس في علوم المختبرات الطبية (BMLS)

### دورات الدبلوم
دبلوم الصحة العامة دبلوم طب سريري صحة المجتمع

### دورات شهادة
الأخلاق والنزاهة في الرعاية الصحية
القوانين واللوائح الصحية
التواصل الصحي: النظرية والتطبيق
السكان والفقر والصحة
الصحة والتنمية
الجنس والصحة والتنمية
إدارة وتنظيم الرعاية الصحية
إدارة صحة اللاجئين
التخطيط والإدارة الإستراتيجية لمنظمات الرعاية الصحية
إدارة الجودة في إعداد الرعاية الصحية
إدارة الموارد البشرية للصحة
اقتصاديات الصحة للبلدان النامية
تحليل السياسة الصحية
محاسبة الرعاية الصحية